# Coming Up to Breathe
Coming Up to Breathe é o quinto álbum de estúdio da banda MercyMe, lançado a 25 de Abril de 2006.
Uma versão acústica deste álbum foi intitulada "Coming Up to Breathe Acoustic". O disco foi certificado Ouro.
| Críticas profissionais                                                      | Críticas profissionais |
| Avaliações da crítica                                                       | Avaliações da crítica  |
| Fonte                                                                       | Avaliação              |
| --------------------------------------------------------------------------- | ---------------------- |
| allmusic                                                                    | [ 3 ]                  |
| Jesus Freak Hideout                                                         | [ 4 ]                  |
| Esta tabela precisa de ser acompanhada por texto em prosa. Consulte o guia. |                        |

## Faixas
Todas as faixs por MercyMe.
1. "Coming Up To Breathe" - 4:20
2. "So Long Self" - 4:02
3. "Hold Fast" - 4:39
4. "Something About You" - 4:53
5. "You're To Blame" - 4:15
6. "No More No Less" - 5:46
7. "Where I Belong" - 4:39
8. "Bring The Rain" - 5:30
9. "Last One Standing" - 3:38
10. "One Trick Pony" - 3:27
11. "3:42 AM (Writer's Block)" - 3:35
12. "Safe And Sound" - 3:43
13. "I Would Die For You" - 6:23
14. "Bonus Hidden Track" - 1:21

## Paradas
| Ano  | Paradas              | Posição |
| ---- | -------------------- | ------- |
| 2006 | Billboard 200        | 13      |
| 2006 | Top Christian Albums | 1       |